# 고성 옥천사 연대암 칠성도
고성 옥천사 연대암 칠성도(固城 玉泉寺 蓮臺庵 七星圖)는 대한민국 경상남도 고성군 개천면 옥천사에 있는 칠성도이다. 2017년 11월 30일 경상남도의 유형문화재 제621호로 지정되었다.

## 지정 사유
고성 옥천사 연대암 칠성도는 1893년데 제작되었지만 구도 및 필선과 채색에 있어서 상당히 특이하면서도 안정되어 있는 작품이다. 특히 19세기말에 흔히 제작된 칠성도와는 다르게 치성광여래와 칠여래 및 자미대제와 칠성군을 위아래로 각각 병풍 한 폭마다 배치하여 各部幀 형식을 취한 새로운 형식을 보여주고 있어 주목되는 칠성도이기도 하다.
또 한번으로는 19세기 후반 경상도 지역에서 크게 활동을 하였던 수화승인 봉의가 그린 대표적인 칠성도이자 그의 독특한 화풍의 특징을 잘 살펴볼 수 있다.

## 참고 문헌
- 고성 옥천사 연대암 칠성도 - 국가유산청 국가유산포털